# Dorsoporidae
Dorsoporidae é uma família de milípedes pertencente à ordem Polydesmida.
Géneros:
- Dorsoporus Loomis, 1958
- Speleoglomeris